# NGC 333
NGC 333 es una galaxia elíptica de la constelación de Cetus.
Fue descubierta el 1877 por el astrónomo Ernst Wilhelm Leberecht Tempel.